# Bulawa (Rakete)
Die Bulawa (russisch Булава; russisch für Streitkolben, fälschlicherweise auch als Keule übersetzt) ist eine russische U-Boot-gestützte ballistische Rakete. Sie trägt den NATO-Codenamen: SS-N-32. Der GRAU-Index für den Raketenkomplex lautet 3M30 und die Raketen tragen die Bezeichnung R-30 bzw. D30. In den START-Verträgen ist sie als RSM-56 Bulawa aufgeführt.

## Entwicklung
In den 1980er-Jahren befanden sich auf den U-Booten der sowjetischen Marine sowohl ballistische Raketen mit Flüssigkeitsraketentriebwerken (z. B. R-29RM) wie auch mit Feststoffraketentriebwerken (z. B. R-39) im Einsatz. Dieser Umstand verursachte große logistische Probleme sowie hohe Kosten. Im Zuge von Standardisierungsmaßnahmen verlangte die Führung der sowjetischen Marine die Entwicklung einer neuen Rakete, welche die unterschiedlichen Raketentypen ersetzen sollte und in Zukunft die einzige U-Boot-basierte ballistische Rakete darstellen sollte. Der Entwicklungsauftrag wurde im Jahr 1986 dem Maschinen-Konstruktionsbüro Makejew sowie Konstruktionsbüro Juschnoje zugesprochen. Als Basis verwendeten die Entwickler die Feststoffrakete R-39U „Rif“, welche auf den U-Booten vom Projekt 941 (Typhoon-Klasse) zum Einsatz kam. Die neue Rakete bekam die Bezeichnung R-39UTTCh Bark (NATO-Codename: SS-N-X-29). Nach großen Verzögerungen und drei fehlgeschlagenen Test-Raketenstarts wurde die Entwicklung der R-39UTTCh im Jahr 1998 von Wladimir Kurojedow, dem Oberbefehlshaber der russischen Marine, abgebrochen. Daraufhin wandte sich die Führung der russischen Seestreitkräfte an das Moskauer Institut für Wärmetechnik. Dieses sollte innerhalb kurzer Zeit auf der Basis der fahrzeuggebundenen RS-12M2 Topol-M eine U-Boot-basierte Rakete entwickeln. Schnell wurde den Entwicklern klar, dass dies nicht möglich ist; zu groß sind die Unterschiede zwischen land- und U-Boot-basierten Raketen. Noch im Jahr 1998 entschied man sich für einen kompletten Neuentwurf in Form einer leichten Rakete mit Feststoffantrieb. Dieses neue Raketensystem bekam die Bezeichnung R-30 Bulawa.
Die Entwicklung der Bulawa war geprägt von technischen Schwierigkeiten sowie Termin- und Kostenüberschreitungen. Daneben kam es auch beim Bau der für die Bulawa vorgesehenen U-Boote vom Projekt 955 zu Verzögerungen. Die Bulawa-Raketen sollten ursprünglich 2009 bei der russischen Marine eingeführt werden. Nachdem verschiedene Male die Testraketen nicht einwandfrei funktioniert hatten, konnte dieser Termin nicht eingehalten werden. Die Serie fehlgeschlagener Tests rief besonders 2009 in Russland unter Fachleuten eine Diskussion über die Ausrichtung des strategischen Rüstungsprogramms hervor. Diese verschärfte sich, nachdem der abgebrochene Oktobertest am 9. Dezember 2009 nachgeholt worden und durch eine Fehlfunktion der dritten Raketenstufe erneut gescheitert war. Nachdem es bei weiteren Teststarts wieder zu Fehlfunktionen gekommen war, verzögerte sich die Einführung bei der Russischen Marine weiter. Auch kam es bei der Raketen-Produktion zu Schwierigkeiten und Verzögerungen. Die Marine machte daraufhin der russischen Industrie den Vorwurf, dass diese weder kostengerecht noch termingerecht in einer entsprechenden Qualität Raketen produzieren könne. Am 27. Dezember 2011 erklärte Russlands Präsident Dmitri Medwedew, dass die Testphase abgeschlossen sei und die neuen Raketen in der nächsten Zeit in Betrieb genommen werden sollen. Die ersten Waffen wurden 2012 für Integrationstests an die Russische Marine ausgeliefert. Doch auch danach kam es wieder zu Unregelmässigkeiten bei Raketentests. Untersuchungen kamen zum Schluss, dass nicht Konstruktionsfehler, sondern fast ausschließlich Produktionsfehler und mangelnde Qualität zu den Abstürzen führten. Schließlich wurde nach einem erfolgreichen Test am 22. Mai 2018, bei dem in kurzer Folge vier Raketen von einem U-Boot gestartet wurden, offiziell die Einsatzbereitschaft der R-30 Bulawa verkündet.

### Zeittafel der Testreihen
|    | Datum              | Ergebnis    | Position       | U-Boot                                                 | Anmerkungen |
| -- | ------------------ | ----------- | -------------- | ------------------------------------------------------ | --- |
| −  | 24. Juni 2004      | Gescheitert | Start am Boden |                                                        | Das Feststoffraketentriebwerk explodierte kurz nach dem Test am Boden. |
| 01 | 23. September 2004 | Erfolgreich | Aufgetaucht    | TK-208 Dmitri Donskoi der Typhoon-Klasse (Projekt 941) | Die Rakete wurde vom Atom-U-Boot abgefeuert und erreichte eine Höhe von 40 Metern |
| 02 | 27. September 2005 | Erfolgreich | Aufgetaucht    | TK-208 Dmitri Donskoi                                  | Erster Flugtest, bei dem in 14 Minuten mehr als 5.500 km zurückgelegt wurden. Die Test-Gefechtsköpfe gingen dabei zielgenau nieder. |
| 03 | 21. Dezember 2005  | Erfolgreich | Getaucht       | TK-208 Dmitri Donskoi                                  | Erster Start aus einem getauchten U-Boot. Die Rakete erreichte zielgenau das Raketentestgelände Kura auf der Halbinsel Kamtschatka. |
| 04 | 7. September 2006  | Gescheitert | Getaucht       | TK-208 Dmitri Donskoi                                  | Die Rakete wich nach dem Start aufgrund eines Programmierfehlers von ihrer vorgegebenen Flugbahn ab und stürzte ins Weiße Meer. |
| 05 | 25. Oktober 2006   | Gescheitert | Getaucht       | TK-208 Dmitri Donskoi                                  | Die Rakete wich erneut nach dem Start im Weißen Meer von ihrer vorgegebenen Flugbahn ab und löste den Selbstzerstörungsmechanismus aus. |
| 06 | 24. Dezember 2006  | Gescheitert | Aufgetaucht    | TK-208 Dmitri Donskoi                                  | Rund drei Minuten nach dem Start startet die dritte Stufe mit dem Flüssigtreibstoff nicht und die Rakete leitete ihre Selbstzerstörung ein. |
| 07 | 29. Juni 2007      | Erfolgreich | Getaucht       | TK-208 Dmitri Donskoi                                  | Zweiter erfolgreicher Start aus einem getauchten U-Boot. Die Rakete erreichte zielgenau das Raketentestgelände Kura auf der Halbinsel Kamtschatka. |
| 08 | 18. September 2008 | Erfolgreich | Getaucht       | TK-208 Dmitri Donskoi                                  | Start um 18:45 Uhr Ortszeit und erfolgreicher Einschlag auf dem Raketentestgelände Kura auf der Halbinsel Kamtschatka um 19:05 Uhr. |
| 09 | 28. November 2008  | Erfolgreich | Getaucht       | TK-208 Dmitri Donskoi                                  | Erneut erfolgreicher Start aus einem getauchten U-Boot. Die Rakete erreichte zielgenau wieder das Raketentestgelände Kura auf der Halbinsel Kamtschatka.                                                                                                  |
| 10 | 23. Dezember 2008  | Gescheitert | Getaucht       | TK-208 Dmitri Donskoi                                  | Erneut startete die dritte Stufe nicht und die Rakete leitete ihre Selbstzerstörung ein. |
| 11 | 15. Juli 2009      | Gescheitert | Getaucht       | TK-208 Dmitri Donskoi                                  | Kurz nach dem Start im Weißen Meer versagte das Steuerungssystem der ersten Stufe und die Rakete leitete die Selbstzerstörung ein. Ein weiterer geplanter Test im Oktober 2009 wurde kurzfristig abgesagt.                                                |
| 12 | 9. Dezember 2009   | Gescheitert | Getaucht       | TK-208 Dmitri Donskoi                                  | Erneut instabile Arbeit der dritten Stufe und die Rakete leitete ihre Selbstzerstörung ein. |
| 13 | 7. Oktober 2010    | Erfolgreich | Getaucht       | TK-208 Dmitri Donskoi                                  | Erneut erfolgreicher Start aus einem getauchten U-Boot. Die Rakete erreichte zielgenau wieder das Raketentestgelände Kura auf der Halbinsel Kamtschatka.                                                                                                  |
| 14 | 29. Oktober 2010   | Erfolgreich | Getaucht       | TK-208 Dmitri Donskoi                                  | Erneut erfolgreicher Start aus dem Weißen Meer. Die Rakete erreichte zielgenau das Raketentestgelände Kura auf der Halbinsel Kamtschatka. |
| 15 | 28. Juni 2011      | Erfolgreich | Getaucht       | K-535 Juri Dolgoruki                                   | Erfolgreicher Start aus dem Weißen Meer. Die Rakete erreichte zielgenau das Raketentestgelände Kura auf der Halbinsel Kamtschatka. |
| 16 | 27. August 2011    | Erfolgreich | Getaucht       | K-535 Juri Dolgoruki                                   | Erfolgreicher Start aus dem Weißen Meer. Die beiden Gefechtsköpfe erreichten das Zielgebiet im Pazifik nach einem Flug von rund 9.000 km. |
| 17 | 28. Oktober 2011   | Erfolgreich | Getaucht       | K-535 Juri Dolgoruki                                   | Erfolgreicher Start aus dem Weißen Meer. Die Gefechtsköpfe erreichten das Zielgebiet im Pazifik nach einem Flug von rund 9.000 km. |
| 18 | 23. Dezember 2011  | Erfolgreich | Getaucht       | K-535 Juri Dolgoruki                                   | Erfolgreicher Salvenstart zweier Raketen aus dem Weißen Meer. Die Gefechtsköpfe erreichten das Zielgebiet auf dem Raketentestgelände Kura auf der Halbinsel Kamtschatka.                                                                                  |
| 19 | 6. September 2013  | Gescheitert | Getaucht       | K-550 Alexander Newski                                 | Zwei Minuten nach dem Start im Weißen Meer kam es zu Problemen in den Bordsystemen und die Rakete leitete ihre Selbstzerstörung ein. Weitere geplante Tests wurden daraufhin von Verteidigungsminister Sergei Kuschugetowitsch Schoigu vorerst untersagt. |
| 20 | 10. September 2014 | Erfolgreich | Getaucht       | K-551 Wladimir Monomach                                | Erfolgreicher Start aus dem Weißen Meer. Die Gefechtsköpfe erreichten zielgenau das Raketentestgelände Kura auf der Halbinsel Kamtschatka. |
| 21 | 29. Oktober 2014   | Erfolgreich | Getaucht       | K-535 Juri Dolgoruki                                   | Erfolgreicher Start aus der Barentssee. Die Gefechtsköpfe erreichten zielgenau das Raketentestgelände Kura auf der Halbinsel Kamtschatka. |
| 22 | 28. November 2014  | Erfolgreich | Getaucht       | K-550 „Aleksander Newski“                              | Erfolgreicher Start aus der Barentssee. Die Gefechtsköpfe erreichten zielgenau das Raketentestgelände Kura auf der Halbinsel Kamtschatka. |
| 23 | 14. November 2015  | Teilerfolg  | Getaucht       | K-551 Wladimir Monomach                                | Erfolgreicher Salvenstart zweier Raketen aus dem Weißen Meer. Jedoch erreichten nur die Gefechtsköpfe einer Rakete zielgenau das Zielgebiet auf dem Raketentestgelände Kura auf der Halbinsel Kamtschatka.                                                |
| 24 | 27. September 2016 | Teilerfolg  | Getaucht       | K-535 Juri Dolgoruki                                   | Erfolgreicher Salvenstart zweier Raketen. Nur eine Rakete erreichte das Zielgebiet auf Kamtschatka. Die zweite explodierte kurz nach dem Start. |
| 25 | 26. Juni 2017      | Erfolgreich | Getaucht       | K-535 Juri Dolgoruki                                   | Eine Rakete in der Barentssee gestartet, die auf Kamtschatka mehrere Übungsziele traf |
| 26 | 22. Mai 2018       | Erfolgreich | Getaucht       | K-535 Juri Dolgoruki                                   | Erfolgreicher Start von vier Raketen aus der Barentssee. Die Gefechtsköpfe erreichten zielgenau das Raketentestgelände Kura auf der Halbinsel Kamtschatka.                                                                                                |

## Technik
Die Bulawa ist die Hauptbewaffnung der U-Boote der Borei-Klasse (Projekt 955). Jedes dieser U-Boote kann mit 16 R-30-Lenkwaffen bestückt werden. Die Bulawa ist eine dreistufige SLBM, deren erste und zweite Stufe mit einem Feststoffraketentriebwerk und die dritte Stufe mit Flüssigkeitsraketentriebwerk ausgestattet sind. Die Stufen bestehen aus zwei Hauptantriebstufen und einer dritten Stufe mit dem Wiedereintrittskörperträger (engl. Post Boost Vehicle). Die Antriebsstufen sind übereinander angeordnet und zünden der Reihe nach. Die Raketenhülle ist aus gewichtssparenden Verbundwerkstoffen hergestellt. Die Raketen können aus dem aufgetauchten oder aus dem getauchten U-Boot gestartet werden. Sie können einzeln oder in Serie gestartet werden. Erfolgt der Abschuss unter Wasser, werden die Raketen mittels Gasdruck aus den Startsilos ausgestoßen. Erst in sicherem Abstand zum U-Boot erfolgt die Zündung der ersten Raketenstufe und die Rakete bewegt sich Richtung Wasseroberfläche. Die Steuerung der R-30-Rakete erfolgt in der ersten Flugphase mittels Trägheitsnavigationsplattformen. Nach dem Ausbrennen der ersten beiden Antriebsstufen (engl. boost phase) steigt die dritte Stufe mit dem Wiedereintrittskörperträger auf einer ballistischen Kurve weiter auf eine Höhe von rund 1.000 km. Die Steuerung in dieser Flugphase erfolgt mit einem elektrooptischen Astronavigation-System. Die 6 Wiedereintrittskörper sind auf einem konzentrischen Ring rund um die Raketendüse der dritten Stufe angeordnet.  Die Wiedereintrittskörper werden in einer Sequenz, bei der der Träger zwischendurch jeweils Kurskorrekturen durchführt, auf ihre individuellen ballistischen Flugbahnen entlassen. Die Wiedereintrittskörper sind mit einem thermonuklearen Sprengkopf mit einer Sprengleistung von 100–150 kt bestückt. Die Wiedereintrittskörper erreichen je nach Quelle eine Präzision (CEP) von 250–350 m. Bulawa hat eine Nutzlast von 1.150 kg und kann bis zu 10 Wiedereintrittskörper tragen. Der Start-I-Vertrag beschränkt aber die maximale Anzahl auf 6 Wiedereintrittskörper.

## Sonstiges
Eine Fehlzündung der dritten Stufe einer Bulawa-Rakete soll am 9. Dezember 2009 für ein spektakuläres, spiralförmiges Lichtphänomen über Norwegen verantwortlich gewesen sein.